# 2024－2025年西南印度洋熱帶氣旋季
2024-2025年西南印度洋熱帶氣旋季在2024年8月15日開始，並於2025年4月21日結束。
此文內容只包含在西南印度洋形成的熱帶氣旋的介紹。
風暴是由留尼汪氣象部發出報告。如果一個熱帶低氣壓在南緯0-40度，東經31-55度之間增強為中度熱帶風暴的話，馬達加斯加就會為它命名。當一個熱帶低氣壓在南緯0-40度，東經55-90度之間增強為中度熱帶風暴，毛里求斯將會為它命名。
本氣旋季是自1967年有紀錄以來並列第三活躍的氣旋季，同時也成為該海域經濟損失最慘重的一季，主要歸因於氣旋奇多造成的災害，其損失甚至超越2018－2019年氣旋季。本季活動高於平均水平，共生成13個命名風暴（其中3個來自澳洲區域）、9個熱帶氣旋、6個強烈熱帶氣旋，以及僅1個超強烈熱帶氣旋。
氣旋季官方期間為2024年11月15日至2025年4月30日，但毛里求斯與塞席爾群島的氣旋季則延長至2025年5月15日結束。此時間範圍傳統上界定每年該海域（東經90度以西、赤道以南）多數熱帶與副熱帶氣旋形成的時期。不過，熱帶氣旋全年皆可能生成，凡在2024年7月1日至2025年6月30日期間形成的氣旋（如熱帶低氣壓01、氣旋安查、氣旋貝基等）均屬本氣旋季範疇。
本氣旋季首個系統「01號熱帶低壓」在官方氣旋季開始前就已形成，但該擾動未能發展成熱帶風暴，並於8月17日消散。9月下旬，氣旋安查形成但未登陸；一個月後，就在氣旋季正式開始前三天，氣旋貝基生成，數日後更發展為本季首個強烈熱帶氣旋，為馬斯克林群島帶來暴雨。
12月中旬，氣旋「奇多」形成後僅兩天就迅速增強為相當於四級的熱帶氣旋，隨後登陸阿加萊加群島。其強度一度達到四級巔峰，之後在馬達加斯加東北方減弱為三級，繼而降為二級。但該氣旋又快速重新增強為四級，並以創紀錄強度登陸馬約特島，成為該島有史以來最強的登陸氣旋。隨後奇多仍維持四級強度襲擊莫三比克。
1月6日形成的迪克勒迪在四天內逐漸增強，於1月11日以二級強度登陸馬達加斯加北部。該氣旋在馬約特島南方減弱為熱帶風暴後，又快速重新增強為二級，並於1月13日以此強度在納卡拉附近二次登陸。
1月下旬，兩個熱帶氣旋相繼形成。其中中度熱帶風暴法伊達於2月5日為馬達加斯加帶來豪雨。在法伊達消散後，氣旋文斯於2月4日從澳洲區域進入西南印度洋海域。四天後，它發展成為本季最強烈的氣旋，也是自兩年前氣旋弗雷迪以來首個超強烈熱帶氣旋。2月12日，文斯轉變為溫帶氣旋。
同一天，氣旋塔利亞進入該海域，其強度在中度熱帶風暴與強烈熱帶風暴之間波動，最終於2月18日轉變為後熱帶氣旋。六天後，氣旋加蘭斯和洪德相繼形成，加蘭斯於次日獲得命名。其後迅速增強為強烈熱帶氣旋，並於2月28日以二級強度登陸留尼旺島。氣旋洪德則以一級強度為莫三比克和馬達加斯加南部帶來豪雨。
3月6日，裘德在查戈斯群島南方以擾動形式生成，並於3月8日增強獲得命名。同日，伊沃娜進入該海域並增強為中度熱帶風暴獲得命名。裘德於3月10日以一級強度登陸莫三比克。來自澳洲區域的考特妮於3月29日進入該海域，發展成為強烈熱帶氣旋。
在近一個月的平靜期後，副熱帶風暴坎托於4月20日獲得命名，其巔峰強度達到10分鐘持續風速75公里/小時，中心氣壓993百帕。這是法國氣象局首次為副熱帶風暴進行命名分類，該分類制度正是從本氣旋季開始實施。

## 已被國際命名的熱帶氣旋
- 如果一個熱帶低氣壓在南緯0-40度，東經31-90度之間增強為中度熱帶風暴的話，馬達加斯加或毛里求斯就會為它命名。由於每年都會有新的名字清單，所以不會停用名字。

以下所有氣旋的強度及其他相關資訊均以留尼汪氣象部公報為準。

### 中度熱帶風暴安查（Ancha）
9月30日，一個熱帶擾動在英屬印度洋領地附近形成，美國海軍研究實驗室給予擾動編號91S。
10月1日凌晨4時，留尼汪氣象部將其升格為熱帶低氣壓。晚間10時，聯合颱風警報中心將其升格為熱帶風暴，並給予熱帶氣旋編號01S。
10月2日凌晨4時，留尼汪氣象部將其升格為中度熱帶風暴。並由毛里求斯氣象局命名為安查（Ancha）。
10月3日晚上10時，留尼汪氣象部將其降格為熱帶低氣壓。同時，聯合颱風警報中心對其發佈最後一報。
10月5日凌晨4時，留尼汪氣象部認為安查已消散。

### 強烈熱帶氣旋貝基（Bheki）
11月10日，一個熱帶擾動在英屬印度洋領地附近形成，美國海軍研究實驗室給予擾動編號95S。
11月12日下午4時，留尼汪氣象部將集結在南緯9.8度，東經77.5度的熱帶擾動95S評為不穩定天氣區，給予編號03。
11月14日清晨4時，留尼汪氣象部將其升格為熱帶低氣壓。上午10時，留尼汪氣象部將其升格為中度熱帶風暴，並由毛里求斯氣象局命名為貝基（Bheki）。下午4時，聯合颱風警報中心將其升格為熱帶風暴，並給予熱帶氣旋編號02S。
11月15日清晨4時，留尼汪氣象部將其升格為強烈熱帶風暴。上午10時，聯合颱風警報中心將其升格為一級熱帶氣旋。
11月16日上午10時，留尼汪氣象局將其升格為熱帶氣旋。下午4時，聯合颱風警報中心將其升格為二級熱帶氣旋。晚上10時，聯合颱風警報中心將其升格為三級熱帶氣旋。
11月17日凌晨4時，留尼汪氣象局將其升格為強烈熱帶氣旋。下午4時，聯合颱風警報中心將其升格為四級熱帶氣旋。
11月18日凌晨4時，聯合颱風警報中心將其降格為三級熱帶氣旋。下午2時，留尼汪氣象局將其降格為熱帶氣旋。同時，聯合颱風警報中心將其降格為二級熱帶氣旋。晚上10時，聯合颱風警報中心將其降格為一級熱帶氣旋。
11月19日上午10時，留尼汪氣象局將其降格為強烈熱帶風暴。
11月20日凌晨4時，聯合颱風警報中心將其降格為熱帶風暴。上午10時，留尼汪氣象局將其降格為中度熱帶風暴。下午4時，留尼汪氣象局將其降格為熱帶低氣壓。
11月21日上午10時，聯合颱風警報中心對其發佈最後一報。下午4時，留尼汪氣象部再度將其升格為中度熱帶風暴。晚上10時，聯合颱風警報中心重新對其發佈警報。
11月22日下午4時，留尼汪氣象局再度將其降格為熱帶低氣壓。晚上10時，聯合颱風警報中心再度對其發佈最後一報。
11月23日下午2時，留尼汪氣象局認為貝基已消散。

### 強烈熱帶氣旋奇多（Chido）
12月5日，一個熱帶擾動在英屬印度洋領地附近形成，美國海軍研究實驗室給予擾動編號92S。
12月9日上午10時，留尼汪氣象部將集結在南緯11.7度，東經64.2度的熱帶擾動92S評為不穩定天氣區，給予編號04。下午4時，留尼汪氣象部將其升格為熱帶低氣壓。晚間10時，聯合颱風警報中心將其升格為熱帶風暴，並給予熱帶氣旋編號04S。
12月10日凌晨4時，留尼汪氣象部將其升格為中度熱帶風暴，並由毛里求斯氣象局命名為奇多（Chido）。上午10時，留尼汪氣象部將其升格為強烈熱帶風暴。
12月11日凌晨4時，聯合颱風警報中心將其升格為一級熱帶氣旋。上午10時，留尼汪氣象部將其升格為熱帶氣旋。下午4時，聯合颱風警報中心將其升格為二級熱帶氣旋。晚間10時，留尼汪氣象部將其升格為強烈熱帶氣旋。同時，聯合颱風警報中心直接將其升格為四級熱帶氣旋。晚間10時30分，奇多在阿加萊加群島登陸。
12月13日上午10時，聯合颱風警報中心將其降格為三級熱帶氣旋。
12月14日凌晨4時，聯合颱風警報中心再度將其升格為四級熱帶氣旋。上午11時34分，奇多在馬約特島登陸。
12月15日上午7時，留尼汪氣象部表示奇多在莫桑比克海岸登陸。上午10時，聯合颱風警報中心再度將其降格為三級熱帶氣旋。下午4時，留尼汪氣象部直接將其降格為強烈熱帶風暴。同時，聯合颱風警報中心直接將其降格為熱帶風暴。晚間10時，留尼汪氣象部將其降格為中度熱帶風暴。
12月16日上午10時，聯合颱風警報中心將其降格為熱帶低氣壓。下午4時，留尼汪氣象部將其降格為熱帶低氣壓，同時對其發布最後一報。晚間10時，聯合颱風警報中心對其發布最後一報。

#### 事後調整
留尼汪氣象部將奇多的生成日期提前至12月5日。

### 強烈熱帶氣旋迪克勒迪（Dikeledi）
12月30日，一個熱帶擾動在爪哇島以南海域形成，美國海軍研究實驗室給予擾動編號94S，隨後在澳洲海域獲得編號08U。
1月4日，08U的殘餘雲系進入西南印度洋海域發展。
1月6日下午4時，留尼汪氣象部將集結在南緯14.1度，東經82.4度的熱帶擾動94S評為不穩定天氣區，給予編號05。
1月8日凌晨4時，留尼汪氣象部將其升格為熱帶低氣壓。
1月9日凌晨4時，留尼汪氣象部將其升格為中度熱帶風暴，並由毛里求斯氣象局命名為迪克勒迪（Dikeledi）。晚間10時，聯合颱風警報中心直接將其升格為熱帶風暴，並給予熱帶氣旋編號07S。
1月10日上午10時，留尼汪氣象部將其升格為強烈熱帶風暴。晚間10時，留尼汪氣象部將其升格為熱帶氣旋。
1月11日凌晨4時，聯合颱風警報中心將其升格為一級熱帶氣旋。晚間8時30分，迪克勒迪在馬達加斯加安齊拉納納省安齊拉納納至武希馬里納一帶登陸。晚間10時，留尼汪氣象局將其降格為強烈熱帶風暴。
1月12日凌晨4時，留尼汪氣象部將其降格為中度熱帶風暴。上午10時，留尼汪氣象部再度將其升格為強烈熱帶風暴。下午4時，聯合颱風警報中心將其降格為熱帶風暴。晚間10時，聯合颱風警報中心再度將其升格為一級熱帶氣旋。
1月13日上午10時，留尼汪氣象部再度將其升格為熱帶氣旋。下午2時，迪克勒迪在莫桑比克楠普拉省隆博登陸。下午4時，聯合颱風警報中心將其升格為二級熱帶氣旋。晚間10時，留尼汪氣象部將其降格為強烈熱帶風暴。同時，聯合颱風警報中心將其降格為一級熱帶氣旋。
1月14日凌晨4時，聯合颱風警報中心再度將其降格為熱帶風暴。
1月15日上午10時，聯合颱風警報中心再度將其升格為一級熱帶氣旋。下午4時，留尼旺氣象部再度將其升格為熱帶氣旋。
1月16日凌晨4時，留尼汪氣象部將其升格為強烈熱帶氣旋。同時，聯合颱風警報中心將其升格為三級熱帶氣旋。下午4時，聯合颱風警報中心將其降格為二級熱帶氣旋。晚間10時，留尼汪氣象部將其降格為熱帶氣旋。同時，聯合颱風警報中心將其降格為一級熱帶氣旋。
1月17日上午10時，留尼汪氣象部表示迪克勒迪已轉化為一后熱帶氣旋。同時，聯合颱風警報中心將其降格為熱帶風暴並對其發佈最後警報。

### 中度熱帶風暴埃爾維斯（Elvis）
1月23日，一個熱帶擾動在莫桑比克以東近海形成，美國海軍研究實驗室給予擾動編號92S。
1月24日下午4時，留尼汪氣象部將集結在南緯20度，東經38.6度的熱帶擾動92S評為不穩定天氣區，給予編號06。
1月26日上午10時，留尼汪氣象部對其發佈最後警報。
1月27日下午4時，留尼汪氣象部重新對其發報，將其評為不穩定天氣區。
1月28日下午4時，留尼汪氣象部將其升格為熱帶低氣壓。
1月29日凌晨4時，留尼汪氣象部將其升格為中度熱帶風暴，並由馬達加斯加氣象局命名為埃爾維斯（Elvis）。上午10時，聯合台風警報中心直接將其升格為熱帶風暴，並給予熱帶氣旋編號12S。
1月31日凌晨4時，留尼汪氣象部表示埃爾維斯已轉化為一后熱帶氣旋。

#### 事後調整
留尼汪氣象部將埃爾維斯的生成日期推遲至1月27日。

### 熱帶低氣壓法伊達（Faida）
1月23日，一個熱帶擾動在英屬印度洋領地東南方形成，美國海軍研究實驗室給予擾動編號93S。
1月28日下午4時，留尼汪氣象部將集結在南緯11.9度，東經75.9度的熱帶擾動93S評為不穩定天氣區，給予編號07。同時，聯合台風警報中心直接將其升格為熱帶風暴，並給予熱帶氣旋編號11S。
1月29日上午10時，聯合台風警報中心將其降格為熱帶低氣壓。
1月30日凌晨4時，留尼汪氣象部將其升格為熱帶低氣壓。同時，聯合颱風警報中心再度將其升格為熱帶風暴。
2月2日上午10時，留尼汪氣象部將其降格為熱帶擾動。同時，聯合颱風警報中心再度將其降格為熱帶低氣壓。下午4時，留尼汪氣象局再度將其升格為熱帶低氣壓。同時，聯合台風警報中心再度將其升格為熱帶風暴。
2月3日上午10時，留尼汪氣象部將其升格為中度熱帶風暴，並由馬達加斯加氣象局命名為法伊達（Faida）。晚間10時，留尼汪氣象部再度將其降格為熱帶低氣壓。
2月4日凌晨4時，留尼汪氣象部再度將其降格為熱帶擾動。同時，聯合颱風警報中心再度將其降格為熱帶低氣壓。上午10時，留尼汪氣象部對其發佈最後一報。
2月5日上午4時，聯合颱風警報中心對其發佈最後警報。

#### 事後調整
留尼汪氣象部將法伊達的巔峰強度下調為熱帶低氣壓。

### 特強熱帶氣旋文斯（Vince）
2月4日下午4時，留尼汪氣象部判定文斯（Vince）已進入其責任區，並對其接續發報，評定之風速為70節（每小時130公里），強度則是熱帶氣旋。
2月5日下午4時，留尼汪氣象部將其升格為強烈熱帶氣旋。同時，聯合颱風警報中心將其升格為三級熱帶氣旋。
2月6日下午4時，聯合台風警報中心將其升格為四級熱帶氣旋。
2月7日下午4時，留尼汪氣象部將其升格為特強熱帶氣旋。晚上10時，留尼汪氣象部將其降格為強烈熱帶氣旋。
2月8日下午10時，聯合颱風警報中心將其降格為三級熱帶氣旋。
2月10日凌晨4時，留尼汪氣象部將其降格為熱帶氣旋。上午10時，聯合颱風警報中心將其降格為二級熱帶氣旋。
2月11日凌晨4時，聯合颱風警報中心將其降格為一級熱帶氣旋。下午10時，留尼汪氣象部表示文斯已轉化為一后熱帶氣旋。
2月12日凌晨4時，聯合颱風警報中心對其發佈最後警報。

### 熱帶氣旋塔莉亞（Taliah）
2月12日下午4時，留尼汪氣象部判定塔莉亞（Taliah）已進入其責任區，並對其接續發報，評定之風速為65節（每小時120公里），強度則是熱帶氣旋。
2月13日凌晨4時，留尼汪氣象部將其降格為強烈熱帶風暴。上午10時，聯合颱風警報中心將其降格為熱帶風暴。
2月14日凌晨4時，留尼汪氣象部將其降格為中度熱帶風暴。
2月15日凌晨4時，留尼汪氣象部再度將其升格為強烈熱帶風暴。
2月16日凌晨4時，留尼汪氣象部再度將其降格為中度熱帶風暴。
2月18日下午4時，留尼汪氣象部表示塔莉亞已轉化為一后熱帶氣旋。

### 強烈熱帶氣旋加蘭斯（Garance）
2月24日，一個熱帶擾動在馬達加斯加以東近海生成，美國海軍研究實驗室給予擾動編號97S。上午10時，留尼汪氣象部將集結在南緯17.8度，東經51.0度的熱帶擾動97S評為不穩定天氣區，給予編號10。下午4時，留尼汪氣象部將其升格為熱帶擾動。
2月25日上午4時，留尼汪氣象部將其升格為熱帶低氣壓。下午4時，留尼汪氣象部將其升格為中度熱帶風暴，並由馬達加斯加氣象局命名為加蘭斯（Garance）。同時，聯合颱風警報中心將其升格為熱帶風暴，給予熱帶氣旋編號22S。
2月26日凌晨4時，留尼汪氣象部將其升格為強烈熱帶風暴。下午4時，聯合颱風警報中心將其升格為一級熱帶氣旋。晚間10時，留尼汪氣象部將其升格為熱帶氣旋。同時，聯合颱風警報中心將其升格為二級熱帶氣旋。
2月27日清晨4時，聯合颱風警報中心將其升格為三級熱帶氣旋。上午7時，留尼汪氣象部將其升格為強烈熱帶氣旋。
2月28日上午10時，留尼汪氣象部將其降格為熱帶氣旋。同時，加蘭斯在留尼汪聖但尼區聖蘇珊附近登陸；聯合颱風警報中心則是將其降格為二級熱帶氣旋。下午4時，留尼汪氣象部將其降格為強烈熱帶風暴。同時，聯合颱風警報中心將其降格為一級熱帶氣旋。
3月1日上午4時，聯合颱風警報中心將其降格為熱帶風暴。下午4時，留尼汪氣象部將其降格為中度熱帶風暴。
3月2日上午10時，留尼汪氣象局表示加蘭斯已轉化為一后熱帶氣旋。同時，聯合颱風警報中心對其發佈最後警報。

### 熱帶氣旋洪德（Honde）
2月22日，一個熱帶擾動在莫桑比克以東近海生成，美國海軍研究實驗室給予擾動編號95S。
2月24日上午10時，留尼汪氣象部將集結在南緯22.1度，東經39.1度的熱帶擾動95S評為不穩定天氣區，給予編號11。
2月25日上午10時，留尼汪氣象局將其升格為熱帶低氣壓。晚間10時，聯合颱風警報中心將其升格為熱帶風暴，給予熱帶氣旋編號23S。
2月26日凌晨4時，留尼汪氣象部將其升格為中度熱帶風暴，並由馬達加斯加氣象局命名為洪德（Honde）。下午4時，留尼汪氣象部將其升格為強烈熱帶風暴。
2月27日凌晨4時，聯合颱風警報中心將其升格為一級熱帶氣旋。
2月28日凌晨4時，留尼汪氣象部將其升格為熱帶氣旋。同時，聯合颱風警報中心將其降格為熱帶風暴。晚間10時，聯合颱風警報中心再度將其升格為一級熱帶氣旋。
3月1日下午4時，留尼汪氣象部將其降格為強烈熱帶風暴。同時，聯合颱風警報中心再度將其降格為熱帶風暴。
3月2日上午10時，聯合颱風警報中心再度將其升格為一級熱帶氣旋。晚間10時，聯合颱風警報中心再度將其降格為熱帶風暴。
3月3日凌晨4時，留尼汪氣象部將其降格為中度熱帶風暴。上午10時，留尼汪氣象部再度將其升格為強烈熱帶風暴。
3月5日凌晨4時，留尼汪氣象局表示洪德已轉化為一后熱帶氣旋。晚間10時，聯合颱風警報中心對其發佈最後警報。

### 熱帶氣旋裘德（Jude）
3月6日，一個熱帶擾動在馬達加斯加東北方生成，美國海軍研究實驗室給予擾動編號99S。下午4時，留尼汪氣象部將集結在南緯12.2度，東經57.3度的熱帶擾動99S評為不穩定天氣區，給予編號12。
3月7日下午4時，留尼汪氣象部將其升格為熱帶擾動。晚間10時，留尼汪氣象部將其升格為熱帶低氣壓。
3月8日凌晨4時，留尼汪氣象部判定其已轉變為一陸上低氣壓。上午10時，留尼汪氣象部再度將其升格熱帶低氣壓。晚間10時，留尼汪氣象部將其升格為中度熱帶風暴，並由馬達加斯加氣象局命名裘德（Jude）。同時，聯合颱風警報中心將其升格為熱帶風暴，給予熱帶氣旋編號25S。
3月9日下午4時，留尼汪將其升格為強烈熱帶風暴。同時，聯合台風警報中心將其升格為一級熱帶氣旋。晚間10時，留尼汪氣象部將其升格為熱帶氣旋。
3月10日淩晨4時左右，裘德在莫桑比克楠普拉省莫桑比克島附近登陸。上午10時，留尼汪氣象部將其降格為強烈熱帶風暴。同時，聯合颱風警報中心對其發佈最後警報。下午4時，留尼汪氣象部判定其再度轉變為一陸上低氣壓。
3月13日凌晨4時，留尼汪氣象部三度將其升格為熱帶低氣壓。同時，聯合台風警報中心重新對其發佈警報，並再度將其升格為熱帶風暴。上午10時，留尼汪氣象部再度將其升格為中度熱帶風暴。
3月14日凌晨4時，留尼汪氣象部再度將其升格為強烈熱帶風暴。
3月15日凌晨4時，裘恩於凌晨2時左右在馬達加斯加阿齊穆-安德雷法納大區南部登陸。下午4時，留尼汪氣象部再度將其降格為中度熱帶風暴。晚間10時，留尼汪氣象部三度將其升格為強烈熱帶風暴。
3月16日凌晨4時，留尼汪氣象局表示裘德已轉化為一后熱帶氣旋。上午10時，聯合颱風警報中心再度對其發佈最後警報。

### 強烈熱帶風暴伊沃娜（Ivone）
3月4日，一個熱帶擾動在蘇門答臘西南方形成，美國海軍研究實驗室給予其擾動編號98S。隨後在澳洲海域獲得編號23U。隨後，23U進入西南印度洋發展。
3月8日上午10時，留尼汪氣象部將集結在南緯11.5度，東經84.7度的23U評為不穩定天氣區，重新給予編號13。同時，聯合颱風警報中心將其升格為熱帶風暴，給予熱帶氣旋編號24S。晚間10時，留尼汪氣象部將其升格為中度熱帶風暴，並由毛里求斯氣象局命名伊沃娜（Ivone）。
3月10日下午4時，留尼汪氣象部將其升格為強烈熱帶風暴。晚間10時，留尼汪氣象部將其降格為中度熱帶風暴。
3月11日晚上10時，留尼汪氣象部表示伊沃娜已減弱為一殘餘低壓。
3月14日上午10時，聯合颱風警報中心對其發佈最後警報。

### 強烈熱帶氣旋考特妮（Courtney）
3月29日下午4時，留尼汪氣象部判定考特妮（Courtney）已進入其責任區，並對其接續發報，評定之風速為120節（每小時220公里），強度則是特強熱帶氣旋。
3月30日上午10時，聯合颱風警報中心將其降格為三級熱帶氣旋。下午4時，留尼汪氣象部將其降格為熱帶氣旋。同時，聯合颱風警報中心將其降格為二級熱帶氣旋。晚間10時，聯合颱風警報中心將其降格為一級熱帶氣旋。
3月31日上午4時，留尼汪氣象部將其降格為強烈熱帶風暴。同時，聯合颱風警報中心將其降格為熱帶風暴。上午10時，聯合颱風警報中心再度將其升格為一級熱帶氣旋。下午4時，聯合颱風警報中心再度將其降格為熱帶風暴。晚間10時，留尼旺氣象局表示考特妮已轉化為一后熱帶氣旋。
4月1日上午10時，聯合颱風警報中心對其發佈最後警報。

#### 事後調整
留尼汪氣象部將考特妮的巔峰風速下調至110節（每小時205公里）及氣壓上調至940百帕，並將其氣旋等級降格為強烈熱帶氣旋。

### 副熱帶風暴坎托（Kanto）
4月20日上午10時，留尼汪氣象部判定集結在南緯33.1度，東經43.7度的一個溫帶氣旋轉化為一副熱帶低氣壓，給予編號15。下午4時，留尼汪氣象部將其升格為副熱帶風暴，並由馬達加斯加氣象局命名坎托（Kanto）。
4月21日凌晨4時，留尼旺氣象部將其降格為副熱帶低氣壓並對其發布最後一報。

## 未被國際命名的熱帶氣旋
除了被命名的熱帶氣旋外，還有一些沒被命名的低氣壓和被聯合颱風警報中心認為是熱帶風暴的熱帶氣旋。以下列出那些熱帶氣旋的資料。

### 熱帶低氣壓01
8月13日，一個熱帶擾動在英屬印度洋領地附近形成，美國海軍研究實驗室給予擾動編號90S。
8月15日下午4時，留尼旺氣象部將集結在南緯5.4度，東經74.3度的熱帶擾動90S評為不穩定天氣區，給予編號01。晚間8時，聯合颱風警報中心對其發佈熱帶氣旋形成警報。晚間10時，留尼旺氣象部將其升格為熱帶低氣壓。同時，聯合颱風警報中心將其評級提升為「高」，並對其發佈熱帶氣旋形成警報。
8月17日上午10時，留尼旺氣象部對其發佈最後警報。晚間10時，聯合颱風警報中心取消對其發佈熱帶氣旋形成警報。

## 風暴名單
西南印度洋的熱帶氣旋是由世界氣象組織西南印度洋熱帶氣旋委員會命名。由毛里裘斯、馬拉維、莫桑比克、納米比亞、塞舌爾、南非、斯威士蘭、津巴布韋、坦桑尼亞、博茨瓦納、科摩羅、萊索托和馬達加斯加提供名字。當熱帶氣旋在東經55度以西達到「中度熱帶風暴」的強度，位於馬達加斯加的熱帶氣旋警告中心就會為該系統命名。當熱帶氣旋在東經55度及東經90度之間達到「中度熱帶風暴」的強度，位於毛里裘斯的熱帶氣旋警告中心就會為該系統命名。本年未用名稱以灰色表示，黑體字表示今年已經使用過，粗體名稱表示該風暴活躍中，橙色表示下一個即將使用的熱帶氣旋名稱。每季風暴名稱僅使用一次，季後留尼旺氣象部會把已使用的名稱除名，未使用的名稱將會保留至下一輪中使用。
| - Ancha - Bheki - Chido - Dikeledi - Elvis - Faida - Garance - Honde - Ivone | - Jude - Kanto - Lira（未用） - Maipelo（未用） - Njazi（未用） - Oscar（未用） - Pamela（未用） - Quentin（未用） - Rajab（未用） | - Savana（未用） - Themba（未用） - Uyapo（未用） - Viviane（未用） - Walter（未用） - Xangy（未用） - Yemurai（未用） - Zanele（未用） |

如果熱帶氣旋從澳洲地區進入西南印度洋（在東經90度以西），它會繼續沿用澳洲氣象局為它命名的名字。以下的熱帶氣旋都是使用這方法作出命名。
| - Vince - Taliah - Courtney |

## 氣旋季影響
以下表格顯示了2024－2025年西南印度洋熱帶氣旋季的所有熱帶氣旋以及它們的登陸資料。在括號內的死亡人數屬於非直接，但仍與風暴有關的死亡。所有破壞及死亡數字都包括風暴在擾動及溫帶氣旋階段時的資料。
| 風暴名稱     | 持續日期                     | 最高強度     | 持續風速      | 氣壓                           | 影響地區                                                                   | 損失 （美元） | 死亡人數 | 來源 |
| ------------ | ---------------------------- | ------------ | ------------- | ------------------------------ | -------------------------------------------------------------------------- | ------------- | -------- | ---- |
| 01           | 8月15日－8月17日             | 熱帶低氣壓   | 每小時55公里  | 1,000百帕斯卡（29.53英寸汞柱） | 查戈斯群島                                                                 | 無            | 無       |      |
| 安查         | 9月30日－10月5日             | 中度熱帶風暴 | 每小時85公里  | 992百帕斯卡（29.29英寸汞柱）   | 無                                                                         | 無            | 無       |      |
| 貝基         | 11月12日－11月23日           | 強烈熱帶氣旋 | 每小時195公里 | 943百帕斯卡（27.85英寸汞柱）   | 馬斯克林群島                                                               | 未知          | 無       |      |
| 奇多         | 12月5日－12月16日            | 強烈熱帶氣旋 | 每小時215公里 | 935百帕斯卡（27.61英寸汞柱）   | 阿加萊加群島、塞舌爾、馬達加斯加、馬約特、葛摩、莫桑比克、馬拉維、津巴布韋 | >39億         | 172      |      |
| 迪克勒迪     | 1月6日－1月17日              | 強烈熱帶氣旋 | 每小時175公里 | 945百帕斯卡（27.91英寸汞柱）   | 馬達加斯加、馬約特、葛摩、莫桑比克、歐羅巴島                               | 2000萬        | 9        |      |
| 埃爾維斯     | 1月27日－1月31日             | 中度熱帶風暴 | 每小時85公里  | 990百帕斯卡（29.23英寸汞柱）   | 莫桑比克、馬達加斯加                                                       | 未知          | 0        |      |
| 法伊達       | 1月28日－2月4日              | 熱帶低氣壓   | 每小時55公里  | 997百帕斯卡（29.44英寸汞柱）   | 馬斯克林群島、馬達加斯加                                                   | 未知          | 0        |      |
| 文斯         | 2月4日－2月11日              | 特強熱帶氣旋 | 每小時220公里 | 923百帕斯卡（27.26英寸汞柱）   | 羅德里格島、阿姆斯特丹島                                                   | 無            | 0        |      |
| 塔莉亞       | 2月12日－2月18日             | 熱帶氣旋     | 每小時120公里 | 970百帕斯卡（28.64英寸汞柱）   | 阿姆斯特丹島                                                               | 無            | 0        |      |
| 加蘭斯       | 2月24日－3月2日              | 強烈熱帶氣旋 | 每小時175公里 | 951百帕斯卡（28.08英寸汞柱）   | 馬達加斯加、馬斯克林群島                                                   | 10.5億        | 5        |      |
| 洪德         | 2月24日－3月5日              | 熱帶氣旋     | 每小時120公里 | 968百帕斯卡（28.59英寸汞柱）   | 莫桑比克、歐羅巴島、馬達加斯加、凱爾蓋朗群島                               | 1000萬        | 3        |      |
| 裘德         | 3月6日－3月16日              | 熱帶氣旋     | 每小時140公里 | 970百帕斯卡（28.64英寸汞柱）   | 馬達加斯加、馬約特、葛摩、莫桑比克、馬拉維、歐羅巴島                       | 1.1億         | 21       |      |
| 伊沃娜       | 3月8日－3月11日              | 強烈熱帶風暴 | 每小時95公里  | 981百帕斯卡（28.97英寸汞柱）   | 無                                                                         | 無            | 0        |      |
| 考特妮       | 3月29日－3月31日             | 強烈熱帶氣旋 | 每小時205公里 | 940百帕斯卡（27.76英寸汞柱）   | 無                                                                         | 無            | 0        |      |
| 坎托         | 4月20日－4月21日             | 副熱帶風暴   | 每小時75公里  | 993百帕斯卡（29.32英寸汞柱）   | 無                                                                         | 無            | 0        |      |
| 季節總結     |                              |              |               |                                |                                                                            |               |          |      |
| 15個熱帶氣旋 | 2024年8月15日－2025年4月21日 |              | 每小時220公里 | 923百帕斯卡（27.26英寸汞柱）   |                                                                            | >50.9億       | 210      |      |

## 外部連結
- 聯合颱風警報中心 (JTWC)（页面存档备份，存于）
- 法國氣象局 (RSMC La Réunion)（页面存档备份，存于）
- 世界氣象組織（页面存档备份，存于）